# Hachem
Hachem (în arabă الهاشم) este o comună din provincia Mascara, Algeria.
Populația comunei este de 23.716 locuitori (2008).